# 第六代戈特子爵約翰·維里克
第六代戈特子爵約翰·斯坦迪什·蘇爾特斯·普倫德加斯特·維里克（英語： VC，GCB，CBE，DSO & Two Bars，MVO，MC，1886年7月10日—1946年3月31日），是英國陸軍將領。作為第一次世界大戰期間的一名年輕軍官，他在北方運河戰役期間的表現獲頒維多利亞十字勳章。在1930年代，他擔任帝國總參謀長（英國陸軍的專業負責人）的主任。他最著名的是指揮在第二次世界大戰的第一年被派往法國執行英國遠征軍的敦克爾克大撤退。他後來擔任直布羅陀總督和馬耳他總督，以及巴勒斯坦和外約旦高級專員。

## 經歷
- 1937年-1939年9月3日任帝國總參謀長。
- 1939年9月3日-1940年5月31日任英國遠征軍司令。
- 1940年5月-1941年任國民自衛軍總監。
- 1941年-1942年任直布羅陀總督。
- 1942年-1944年任馬爾他總督。

### 巴勒斯坦託管地
1944年11月，子爵獲委任為巴勒斯坦託管地高級專員，在該職位上任職約一年。1945年，他提名託管地首席按察司威廉·占士·費茲捷羅調查耶路撒冷的族裔間不和。費氏發表報告，提議將該城分為猶太區與阿拉伯區。儘管託管地族裔間關係日益緊張，子爵仍努力與猶太及阿拉伯社群建立良好關係，並受到兩族裔高度敬重。
子爵後因健康狀況惡化，於1945年11月5日辭去高級專員職務並返回英國（一說是因同情猶太復國事業被迫離職）。《巴勒斯坦郵報》評論稱，在英國託管巴勒斯坦地區的25年裏，從未有哪位高級專員享有如此廣大的民眾信任，亦沒有哪一位高級專員曾以更大的個人善意回報這信任。
子爵於1945年11月5日離開託管地，由布政司約翰·蕭署理最高專員職務，直至新任最高專員亞倫·根寧咸正式接任。1946年3月，子爵因患癌在倫敦逝世，享年59歲。託管地民眾悲痛不已。

## 軍銜晉升情况
- 臨時軍銜：1932.11.14,陸軍准將；1937.9.23,陸軍中將(戰時)
- 永久軍銜：1935.11.25,陸軍少將；1937.12.6,陸軍上將；1943.1.1,陸軍元帥